# كأس القارات لكرة السلة 1977
كأس القارات لكرة السلة 1977 (بالإسبانية: Copa Intercontinental FIBA 1977)‏ هو الموسم 10 من  كأس القارات لكرة السلة. أشرف على تنظيمه الاتحاد الدولي لكرة السلة، وكان عدد الأندية المشاركة فيه  6، وفاز فيه ريال مدريد لكرة السلة.